# Erica tetralix
Erica tetralix, conhecida como urze-peluda, é uma espécie de planta com flor pertencente à família Ericaceae. Nativa da Europa Central, do sul de Portugal ao centro da Noruega, bem como de várias regiões pantanosas mais distantes da costa na Europa Central, como a Áustria e Suíça. Em pântanos, charnecas húmidas e florestas húmidas de coníferas.
a E. tetralix pode tornar-se uma parte dominante da flora. Também foi introduzada em regiões da América do Norte. 
A autoridade científica da espécie é L., tendo sido publicada em Species Plantarum 1: 353. 1753.

## Portugal
Trata-se de uma espécie presente no território português, nomeadamente em Portugal Continental.
Em termos de naturalidade é nativa da região atrás indicada.

## Protecção
Não se encontra protegida por legislação portuguesa ou da Comunidade Europeia.